# Dilemma del viaggiatore
Il dilemma del viaggiatore è un problema di teoria dei giochi proposto nel 1994 dall'economista indiano Kaushik Basu. In modo simile al dilemma del prigioniero il problema mette in evidenza come il comportamento razionale previsto e teorizzato dalla teoria matematica dei giochi può talvolta confliggere con l'intuizione riguardo a ciò che sia più o meno "conveniente"'.

## Descrizione
Il problema nella sua formulazione originaria viene inquadrato nella seguente cornice narrativa: si immagina che due passeggeri di un aereo tornino da un viaggio nello stesso paese, nel corso del quale abbiano visitato gli stessi negozi e acquistato le medesime cose. I bagagli dei due passeggeri sono perciò identici. Dopo l'atterraggio si scopre che i due bagagli sono andati perduti. La compagnia aerea accetta di rimborsare i due viaggiatori, ma non è in grado di accertare il valore esatto del contenuto dei bagagli se non chiedendolo ai proprietari. Per evitare che questi ultimi se ne approfittino e chiedano per rimborso una somma superiore al dovuto, la compagnia propone ai due passeggeri il seguente patto: ciascuno di loro, separatamente, deve scrivere su un foglio il valore in dollari per cui vorrebbe essere rimborsato. Nel caso che le due cifre siano identiche la compagnia rimborserà entrambi per quella cifra, altrimenti darà a ciascuno solo la cifra più bassa, con in più la seguente clausola: chi ha scritto la cifra più bassa riceverà (in premio per l'onestà dimostrata) N dollari, i quali verranno invece tolti, come forma di punizione, a chi ha scritto la cifra più alta. Ovviamente un elemento fondamentale del dilemma è il fatto che i due viaggiatori non possano comunicare tra loro.
In modo più formale, il problema può essere così sintetizzato: ciascun giocatore deve scrivere una cifra compresa tra un massimo e un minimo arbitrariamente dati (che potrebbero essere 50 e 300). Se le cifre sono uguali, entrambi riceveranno quella cifra in dollari, altrimenti riceveranno entrambi la cifra più bassa, con in più un premio di (poniamo) 20 dollari a colui che ha scritto la cifra più bassa, e un'identica multa a chi ha scritto la cifra più alta. Si noti che il valore della "multa" può essere fissato arbitrariamente senza che ciò influisca sull'esito del gioco.

### Analisi
L'analisi condotta tramite il concetto di equilibrio di Nash  mostra, sorprendentemente, che due giocatori razionali convergeranno entrambi verso la risposta più bassa possibile (nell'esempio specifico, 50 dollari), e quindi otterranno il minimo possibile dal punto di vista dei due giocatori considerati come un'unità. La soluzione (50, 50) è infatti l'unica dalla quale ognuno dei due giocatori non ha interesse a deviare unilateralmente.
In termini più intuitivi, si può mostrare che 300 (sempre utilizzando l'esempio specifico) non è la risposta migliore perché, anche nel caso in cui pure il secondo giocatore risponda 300, si può ottenere di più (precisamente 319) rispondendo 299. A maggior ragione non conviene rispondere 300 per qualsiasi altra risposta del secondo giocatore (in gergo tecnico, "300" è una strategia dominata). Ma poiché anche il secondo giocatore arriverà alla medesima conclusione, neanche 299 può essere considerata una buona risposta, e così via fino a 50.
Gli studi empirici hanno mostrato che giocatori reali, messi in situazioni simili, tendono a comportarsi diversamente da quanto previsto dalla teoria, avvicinandosi però all'equilibrio di Nash quando la "multa" viene percepita come relativamente alta rispetto alle cifre in gioco. Basu non propone una soluzione al paradosso, ma afferma che l'enorme differenza fra quanto asserito in teoria e quanto avviene nella pratica (ed è suggerito dal senso comune) potrebbe segnalare una fondamentale difficoltà nella teoria dei giochi, in particolare riguardo al concetto, presupposto nel gioco, di conoscenza condivisa (common knowledge).